# Чернацька волость
Чернацька волость — історична адміністративно-територіальна одиниця Новгород-Сіверського повіту Чернігівської губернії з центром у селі Чернацьке.
Станом на 1885 рік складалася з 17 поселень, 17 сільських громад. Населення — 9567 осіб (4679 чоловічої статі та 4888 — жіночої), 1560 дворових господарства.
|                     | Площа, десятин | У тому числі орної, дес. |
| ------------------- | -------------- | ------------------------ |
| Сільських громад    | 16313          | 9230                     |
| Приватної власності | 8560           | 3923                     |
| Іншої власності     | 858            | 81                       |
| Загалом             | 25731          | 13234                    |

Найбільші поселення волості на 1885 рік:
- Чернацьке — колишнє державне й власницьке село при річці Знобівка за 50 верст від повітового міста, 2786 осіб, 543 двори, православна церква, школа, 2 постоялих будинки, водяний і 16 вітряних млинів, 2 крупорушки.
- Гаврилове — колишнє державне село при річці Улічка, 270 осіб, 57 дворів, православна церква, 2 лавки, 3 вітряних млини, 2 крупорушки, маслобійний завод.
- Камінь — колишнє власницьке село, 1174 особи, 222 дворів, православна церква, школа, постоялий будинок, 5 вітряних млинів, крупорушка, винокурний завод.
- Пигарівка — колишнє державне село при річці Свига, 1400 осіб, 236 дворів, православна церква, школа, постоялий будинок, 2 лавки, вітряний млин, крупорушка.
- Порохонь — колишнє державне й власницьке село при річці Знобівка, 1123 особи, 210 дворів, православна церква, постоялий будинок, 7 вітряних млинів.
- Ромашкове — колишнє державне й власницьке село при річці Знобівка, 912 осіб, 157 дворів, православна церква, постоялий двір, 3 водяних млини, винокурний завод.
- Середина-Буда — колишнє державне містечко, 132 особи, 22 двори, 3 православні церкви, постоялий будинок, 2 лавки, базари й 3 щорічних ярмарки.

1899 року у волості налічувалось 15 сільських громад, населення зросло до 14 495 осіб (7377 чоловічої статі та 7118 — жіночої).